# Clariallabes simeonsi
Clariallabes simeonsi är en fiskart som beskrevs av Poll, 1941. Clariallabes simeonsi ingår i släktet Clariallabes och familjen Clariidae. IUCN kategoriserar arten globalt som otillräckligt studerad. Inga underarter finns listade i Catalogue of Life.